# 피텔리오
피텔리오(이탈리아어: Piteglio)는 이탈리아 토스카나주 피스토이아도에 있는 코무네다. 피렌체에서 북서쪽으로 50km, 피스토이아에서 북서쪽 15km 거리에 있다.

## 자매 도시
- 서사하라 라게라
- 프랑스 손